# تاو نيوترينو
تاو نيوترينو أو  نيوترينو تاووي (بالإنجليزية: Tau neutrino أو Tauon neutrino)‏ هو جسيم دون نووي لديه الرمز 
ν
τ ولا يوجد له شحنة كهربائية ويشكل مع جسيم تاوون الجيل الثالث من اللبتونات. هو جسيم ليست له شحنة كهربائية وكان يعتقد في البدء بأن كتلته أيضًا مساوية للصفر. وقد بدء تحديد الجسيم الذي لا تتعدى كتلته 1 على المليون من كتلة الإلكترون بعد اكتشاف جسيم تاوون في سلسلة من التجارب بين عامي 1974 و 1977 من قبل مارتن بيرل. وأعلن رسمياً عن جسيم تاو نيوترينو في سنة 2000.
بينما تبلغ كتلة التاوون نحو 207 كتلة الإلكترون، فلا تتعدى كتلة النيوترينو التاووي 1 على المليون من كتلة الإلكترون.(أنظر نيوترينو)

## مضاد تاو النيوترينو
يفترض وجود مادة مضادة لتاو نيوترينو، يسمى «مضاد تاو النيوترينو» أو «مضاد نيوترينو تاووي» ويرمز له بالرمز (
ν
τ).

## لمحة تاريخية
كانت فرضية النيوترينو قد اقترحت في 1930 بواسطة ولفجانج بولي لإبقاء مبادئ بقاء الطاقة، حفظ الزخم، وحفظ الزخم الزاوي في تحلل بيتا—عملية تحول النيوترون إلى بروتون وإلكترون ونيوترينو، طبقا للمعادلة:
{\displaystyle {\mbox{n}}\rightarrow {\mbox{p}}^{+}+{\mbox{e}}^{-}+{\bar {\nu }}_{e}}
اقترحت فرضية ولفجانج باولي أن جسيما لا يمكن إدراكه كان يحمل معه الفرق الملاحظ في الطاقة؛ أي الزخم والزخم الزاوي للجسيمات الداخلة في في تفاعلات معينة ومقاديرها للجسيمات النهائية.
اقترح وجود النوع الأول عام 1930 وأطلق عليه νe (نيوترينو الإلكترون)؛ حيث كان هذا النيوترينو ينشأ خلال تفاعلات تسمى تفاعل القوة الضعيفة (مثل تحلل بيتا) يظهر خلالها الإلكترون أو بوزيترون ومعه نيوترينو. ثم أكتشف في الأربعينيات من القرن الماضي نيوترينو من نوع آخر ينشأ خلال تفاعلات الميوون فسمي νμ (نيوترينو ميووني)؛ وأخيرا اكتشف نوع ثالث في السبعينيات من النيوترينو وهو ντ يظهر في تفاعلات نوع من الميوون يسمى «ميوون تاو»، وسمي تاو نيوترينو.
تم اكتشاف نيوترينو الإلكترون في عام 1956 و «ميو نيوترينو» في عام 1962 و «تاو نيوترينو» عام 2000.
تنتج النيوترينوات بأعداد هائلة في تفاعلات الإندماج النووي والتفاعلات النووية الجارية في الشمس وفي النجوم. وهي جسيمات أصغر في كتلتها من كتلة الألكترون بكثير، حتى افترضت في البدء بأن كتلتها 0 ؛ إلا أنه ثبت في تجارب أجريت في نهاية التسعينيات بأن لها كتلة صغيرة جدا جدا، وتقدر كتل الثلاثة أنواع من النيوترينوات نحو 1 من المليون من كتلة الإلكترون. وبهذا فهي تنتمي مع الإلكترون والبوزيترون إلى عائلة اللبتونات. يندر أن تتفاعل النيوترينوات مع المواد الأخرى فهي تتخلل أجسامنه بأعداد كبيرة، بل وتتخلل الأرض برمتها، ولهذا يصعب الكشف عنها.

## اقرأ أيضا
- نيوترينو
- تاوون
- تجربة هومستاك
- مرصد سودبوري للنيوترينو